# Меди Гоф
Медлин Меди Гоф (енгл. Madeleine Maddy Gough; 8. јун 1999) аустралијска је пливачица чија ужа специјалност су трке слободним стилом на дужим дистанцама. 

## Спортска каријера
Гофова је требало да дебитује на међународној пливачкој сцени на Светском првенству у малим базенима у Хангџоуу 2018, али је због лакше повреде одустала од анступа у квалификацијама трке на 800 метара слободним стилом. Међународни деби је имала годину дана касније, на светском првенству у великим базенима које је одржано у корејском Квангџуу 2019. године. Гофова је у квалификацијама трке на 1.500 слободно заузела осмо место и тако се квалификовала ѕа наступ у финалу. У финалној трци која је одржана дан касније испливала је време од 15:59,40 минута што јој је било довољно за укупно пето место. Годину је завршила освајањем неколико првих места на митинзима светског купа у малим базенима. 
На првенству Квинсленда у малим базенима, одржаном крајем 2020, испливала је нови национални рекорд у трци на 1.500 метара слободним стилом. Њено време од 15:31,19 минута је уједно и пето најбрже време испливано у тој дисциплини у историји женског пливања.